# Rhabdomastix (Rhabdomastix) synclera
Rhabdomastix (Rhabdomastix) synclera is een tweevleugelige uit de familie steltmuggen (Limoniidae). De soort komt voor in het Neotropisch gebied.